# Merino (Colorado)
Pour les articles homonymes, voir Merino.
Merino est une ville américaine située dans le comté de Logan dans le Colorado.
D'abord appelée Buffalo, la ville adopte le nom de Merino en 1881 en référence aux moutons élevés dans la région.

## Démographie
| 1920 | 1930 | 1940 | 1950 | 1960 | 1970 |
| ---- | ---- | ---- | ---- | ---- | ---- |
| 63   | 230  | 259  | 209  | 268  | 260  |

| 1980 | 1990 | 2000 | 2010 | - | - |
| ---- | ---- | ---- | ---- | - | - |
| 255  | 238  | 246  | 284  | - | - |

Selon le recensement de 2010, Merino compte 284 habitants. La municipalité s'étend sur 0,17 milles carrés (0,44 km2).